# Geschichte der Juden in Estland
Die Geschichte der Juden in Estland begann im Vergleich mit anderen europäischen Ländern relativ spät. Trotz einzelner jüdischer Kontakte während des Mittelalters gehörten Estland und Livland, im Gegensatz zu Litauen, nicht zum traditionellen Siedlungsgebiet der jüdischen Bevölkerung Europas und erst in der ersten Hälfte des 19. Jahrhunderts entwickelte sich hier ein organisiertes jüdisches Leben.

## Frühe Jahre (14. bis 19. Jahrhundert)
Die Eroberung und katholische Christianisierung der heidnischen Esten durch Dänemark und den Deutschen Orden war im 13. Jahrhundert abgeschlossen. Seit dem 14. Jahrhundert gibt es Berichte, wonach einzelne Juden in Estland lebten. Die Kontakte mit dem Judentum blieben jedoch sporadisch. Der Schwertbrüderorden verbot ausdrücklich die Ansiedlung jüdischer Gemeinden in seinem Herrschaftsbereich.
Eine dauerhafte Präsenz von Juden ist erst seit dem 19. Jahrhundert nachweisbar. Ein Erlass des russischen Zaren Alexander II. von 1865 erlaubte es offiziell Juden, sich in Estland anzusiedeln. Es handelte sich vornehmlich um unter Zar Nikolaus I. (zwangs-)rekrutierte Kantonisten und ihre Abkömmlinge, Händler, Handwerker und Juden mit höherer Bildung, die in der Folgezeit nach Estland kamen.

## Organisierung jüdischen Lebens (1830 bis 1918)

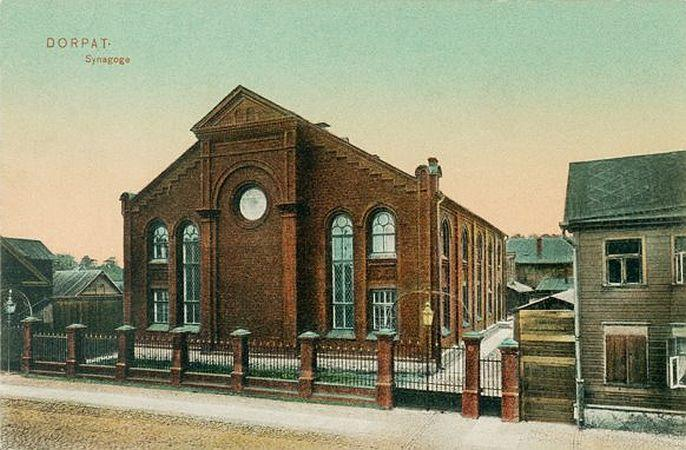
Synagoge von Tartu (Anfang des 20. Jahrhunderts)

Vor allem ehemalige zaristische Soldaten und jüdische Handwerker gründeten die ersten jüdischen Gemeinde auf dem Gebiet des heutigen Estland. Die Gemeinde in Tallinn wurde 1830 mit etwa 40 Juden ins Leben gerufen. Die Gemeinde im livländischen Tartu wurde 1866 gegründet, als sich fünfzig jüdische Familien dort ansiedelten.
In der Folge wurden auch jüdische Gebetshäuser errichtet. Die Tallinner Synagoge wurde 1883 eingeweiht. Die Synagoge von Tartu stammt von 1901. Beide fielen während des Zweiten Weltkriegs Bränden zum Opfer. Mit der wachsenden jüdischen Bevölkerung in anderen Städten (Valga, Pärnu, Viljandi) wurden dort jüdische Gebetshäuser errichtet und Friedhöfe angelegt.
Jüdische Gemeindemitglieder versuchten seit dem zweiten Drittel des 19. Jahrhunderts, ein jüdisches Bildungsnetzwerk zu schaffen. In den 1880er Jahren wurden jüdische Grundschulen sowie eine Knabenschule in Tallinn zur Unterrichtung des Talmud gegründet. Während in der Mitte des 19. Jahrhunderts die Mehrzahl der estnischen Juden noch Kleinhändler und Handwerker waren, stießen sie später auch in akademische Zirkel vor. Ab dem Ende des 19. Jahrhunderts wurden Juden zum Studium an der Universität Tartu zugelassen. Besonders der 1884 gegründete Akademische Verein für jüdische Geschichte und Literatur versuchte das jüdische Kultur- und Bildungsleben in Estlands Universitätsstadt zu entwickeln. 1917 wurde in Tartu der erste jüdische Theaterverein gegründet.

## Zwischenkriegszeit (1918 bis 1940)
Mit der staatlichen Unabhängigkeit Estlands vom Zarenreich 1918 änderten sich die Rahmenbedingungen für die jüdische Gemeinde in Estland. Etwa 200 Juden kämpften im Estnischen Freiheitskrieg 1918–1920 auf estnischer Seite gegen Sowjetrussland, darunter knapp 70 Freiwillige. Im Mai 1919 tagte der erste Kongress der jüdischen Gemeinden in Estland, der wichtige Weichen für das künftige jüdische Leben im Land stellte.
Der junge estnische Staat und seine Bevölkerung waren von Toleranz gegenüber den kulturellen, religiösen und nationalen Minderheiten geprägt. Die liberale Minderheitengesetzgebung Estlands begünstigte die kulturelle Entwicklung des Judentums.
Im Jahre 1919 wurde erstmals eine jüdische Schule in Tallinn gegründet. Im Februar 1924 wurde das neue Gebäude des jüdischen Gymnasiums in Tallinn in Anwesenheit des estnischen Staatsoberhaupts Konstantin Päts feierlich eingeweiht.
Verschiedene jüdische Vereine, Klubs und Gesellschaften trugen zum öffentlichen Leben in Estland bei. Eine wichtige Rolle spielte die 1918 gegründete und nach dem zionistischen Lyriker Chaim Nachman Bialik benannte Literatur- und Theatergesellschaft in Tallinn. Weitere Zirkel in Viljandi, Narva, Pärnu und in anderen estnischen Städten wirkten weit über jüdische Kreise hinaus.
Im Jahre 1920 wurde der Maccabi-Sportverein gegründet. Die estnische Jüdin Sara Teitelbaum (1910–1941) war 17 Mal estnische Leichtathletikmeisterin und stellte 28 nationale Rekorde auf. Ihr Bruder Rubin Teitelbaum war zwischen 1927 und 1933 siebenmaliger estnischer Meister im Gewichtheben.
In den 1930er Jahren studierten etwa 100 Juden an der Universität Tartu, davon 44 Rechtswissenschaft und 18 Medizin. Seit 1934 gab es an der Universität auch einen Lehrstuhl für Jüdische Studien. Insgesamt fünf jüdische Studentenvereine wurden in Tartu registriert.
Die zionistischen Jugendbewegungen Haschomer Hazair und Betar waren auch in Estland aktiv. Einige estnische Juden reisten nach Palästina, wo sie unter anderem am Ausbau der Kibbuzim von Kfar Blum und Geva mitwirkten.
Am 12. Februar 1925 verabschiedete die estnische Regierung das estnische Minderheitengesetz, eines der liberalsten seiner Zeit in Europa. Estland zählte damals 3045 Juden, womit das Quorum von 3000 Angehörigen zur Anerkennung als nationale Minderheit in Estland erreicht war. Mit den Juden erhielten 1926 auch die Deutschbalten, Estlandschweden und Russen diesen Status.
Im Jahre 1926 wurde der Jüdische Kulturrat (Juudi Kultuurivalitsus) als offizielle Vertretung der Juden in Estland gewählt. Von 1926 bis zur sowjetischen Besetzung Estlands 1940 stand ihm Hirsch Aisenstadt vor. Rabbiner der jüdischen Gemeinde Tallinns war Dr. Aba Gomer (1879–1941), der später von den deutschen Nationalsozialisten ermordet wurde.
Im Jahre 1934 lebten in Estland 4381 Personen jüdischen Glaubens (0,4 % der Bevölkerung). 2203 Juden wohnten in Tallinn, andere in Tartu (920), Valga (262), Pärnu (248), Narva (188) und Viljandi (121). Mehr als die Hälfte von ihnen war im Bereich von Handel und Dienstleistungen tätig. Elf Prozent der jüdischen Bevölkerung verfügten über eine höhere Bildung. In Estland existierten sowohl ein jüdischer Ärzteverband als auch jüdische Interessenvertretungen für Handel und Industrie. In Tallinn und Tartu gab es jüdische Genossenschaftsbanken. Daneben unterhielten die jüdischen Gemeinden Wohlfahrtsverbände in Tallinn, Tartu, Narva, Valga und Pärnu.

## Zweiter Weltkrieg und Holocaust (1940 bis 1944)

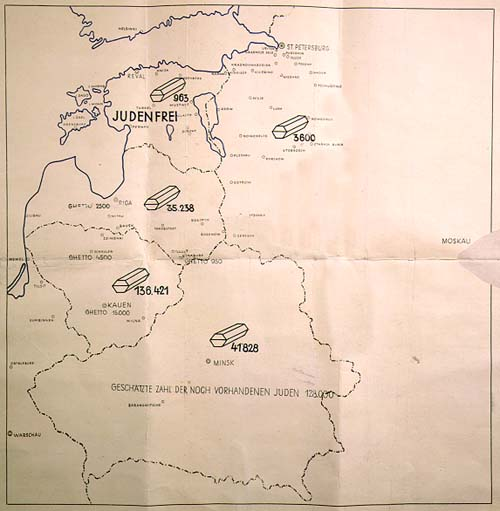
Der nationalsozialistische Bericht von Walter Stahlecker über die 1941 erfolgten Hinrichtungen der Einsatzgruppe A bezeichnet Estland als „judenfrei“

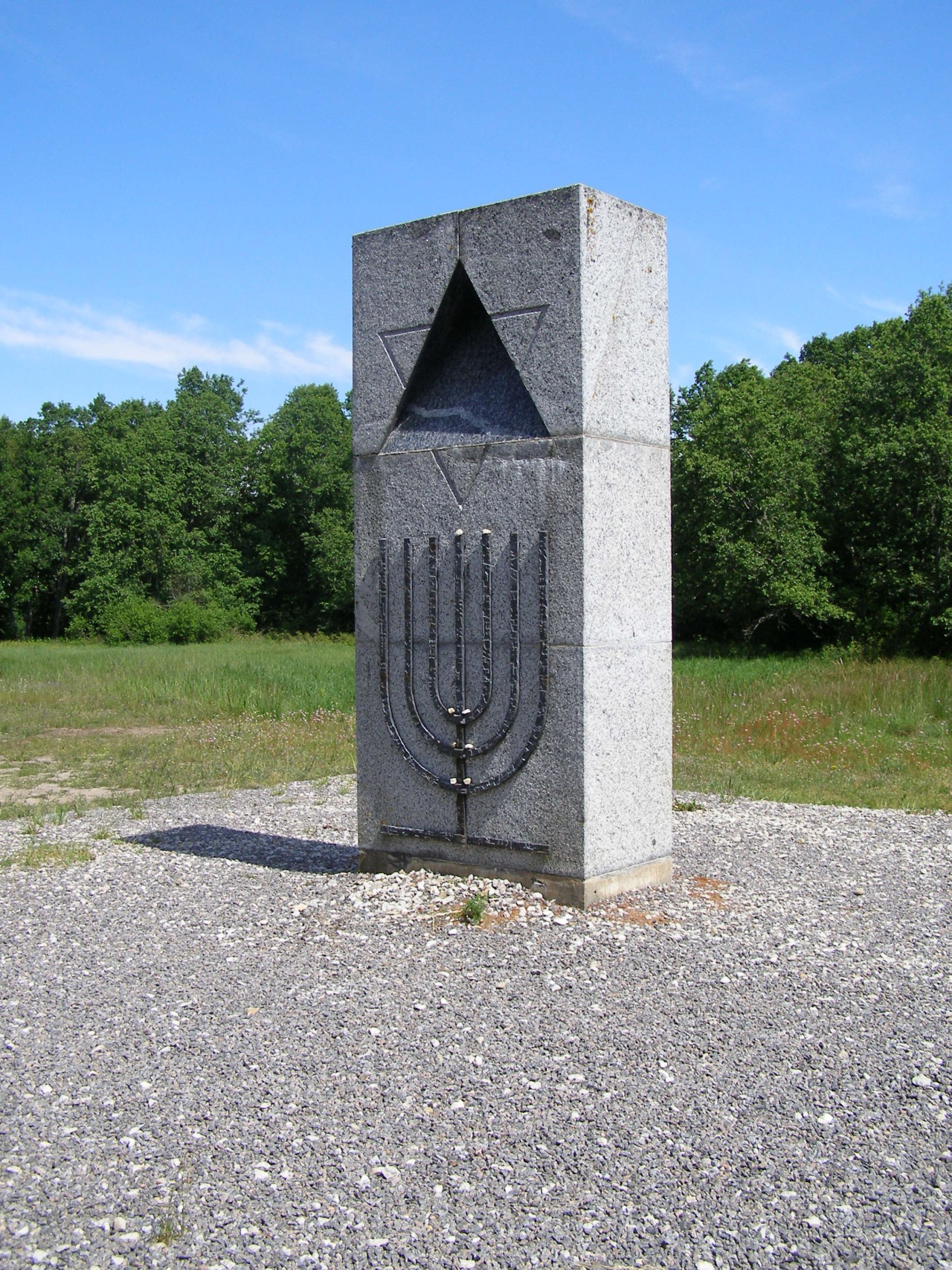
Denkmal auf dem Gebiet des ehemaligen nationalsozialistischen Konzentrationslagers Klooga

Mit der sowjetischen Besetzung Estlands im Sommer 1940 endete die kulturelle und religiöse Freiheit des Judentums in Estland. Bereits im Juli 1940 wurde die Kulturautonomie abgeschafft. Bis August 1940 wurden alle Vereine und Gesellschaften von den sowjetischen Besatzungsbehörden verboten. Die jüdischen Betriebe wurden verstaatlicht. Etwa zehn Prozent der jüdischen Bevölkerung Estlands (350–450 Personen) wurden gemeinsam mit großen Teilen der estnischen Elite am 14. Juni 1941 nach Sibirien deportiert.
Am 22. Juni 1941 begann der deutsche Überfall auf die Sowjetunion. Bereits zwei Wochen später besetzte die Wehrmacht Estland. Am 28. August 1941 fiel Tallinn in die Hände der Deutschen. Vor der heranrückenden deutschen Armee gelang etwa 75 % der jüdischen Bevölkerung Estlands die Flucht in die Sowjetunion oder nach Finnland. Fast alle Juden, die in Estland blieben, wurden bis Ende 1941 von den Nationalsozialisten ermordet. Darunter waren der einzige Rabbiner Estlands, der Lehrstuhlinhaber für Jüdische Studien an der Universität Tartu, zum Christentum übergetretene Juden, Alte und Kranke.
Die summarischen Tötungsaktionen wurden bereits kurz nach der deutschen Besetzung Estlands durch das Sonderkommando 1a unter Martin Sandberger als Teil der von Walter Stahlecker geführten Einsatzgruppe A begonnen. Sie wurden von estnischen Kollaborateuren unterstützt, die den Juden kommunistische Umtriebe oder Sympathien für die Sowjetunion unterstellten.
Zwischen 921 und 963 estnische Juden wurden nach nationalsozialistischen Angaben bis Ende 1941 von den Nazis ermordet. Auf der Wannseekonferenz vom 20. Januar 1942 wurde Estland von den Nationalsozialisten als „judenfrei“ bezeichnet.
Die Deutschen errichteten auf dem Gebiet Estlands über zwanzig Konzentrations- und Arbeitslager, die vor allem für ausländische Juden vorgesehen waren. Die größten waren das KZ Vaivara und dessen KZ-Außenlager Klooga. In Kalevi-Liiva in Nord-Estland wurden mehrere tausend Juden ermordet. Historiker schätzen, dass insgesamt 10.000 Juden aus allen Teilen Mittel- und Osteuropas auf estnischem Boden von den Nationalsozialisten getötet wurden.
Weniger als ein Dutzend estnische Juden überlebten versteckt den Holocaust. Mit dem Theologen Uku Masing und seiner Frau Eha sind zwei Esten für die Rettung von Juden als Gerechte unter den Völkern geehrt worden.

## Sowjetische Besatzungszeit (1944 bis 1991)
Nach der Befreiung der Überlebenden Juden in Estland durch die Rote Armee 1944 schloss sich bis 1991 die zweite sowjetische Besetzung Estlands an. Der Holocaust hatte die ursprüngliche Gemeinde in Estland unwiederbringlich zerstört. Während einige wenige Juden aus Estland wieder in ihre Heimat zurückkehrten, zogen im Zuge der von den sowjetischen Behörden forcierten Russifizierung Estlands russische Juden in die Estnische Sozialistische Sowjetrepublik. Allerdings kam in der atheistisch geprägten sowjetischen Gesellschaft jüdisches Leben nur am Rande oder im Untergrund zur Geltung. Bis Ende der 1980er Jahre gab es keine jüdischen Gemeinden oder Vereine in Estland.
Erst im März 1988, mit der Öffnung der sowjetischen Gesellschaft unter dem Generalsekretär der KPdSU, Michail Gorbatschow, wurde die Jüdische Kulturgesellschaft in Tallinn gegründet. Es war die erste ihrer Art in der gesamten Sowjetunion. 1989 errichtete sie in Tallinn eine jüdische Sonntagsschule, 1990 eine jüdische Mittelschule. Andere jüdische Kulturgesellschaften in Tartu, Narva und Kohtla-Järve sowie Sport- und Sozialvereine folgten.

## Republik Estland (1991 bis heute)
Mit der Wiedererlangung der estnischen Unabhängigkeit im August 1991 und der Errichtung eines demokratischen Rechtsstaats nach dem Ende der Sowjetherrschaft stehen den jüdischen Organisationen wieder alle Freiheiten zu. 1992 wurde die Jüdische Gemeinde Estlands (Eesti Juudi Kogukond) offiziell gegründet. Ein neues estnisches Minderheitengesetz vom Oktober 1993 sichert die Bewahrung der jüdischen Identität. 2002 richtete die Jüdische Gemeinde einen jüdischen Kindergarten in Tallinn ein.
Am 16. Mai 2007 wurde in Anwesenheit des estnischen Staatspräsidenten Arnold Rüütel feierlich die moderne Synagoge von Tallinn eingeweiht. Der Komplex umfasst das Jüdische Gemeindezentrum, eine Mikwe und ein koscheres Restaurant. Leiter der Synagoge ist Rabbiner Shmuel Kot von der chassidischen Chabad-Bewegung.
Die jüdische Gemeinde in Estland hat derzeit etwa 1000 Mitglieder, in der Mehrzahl Rentner. Größte Gemeinde ist mit Abstand Tallinn. Daneben gibt es kleinere jüdische Gemeinden in Tartu, Narva, Kohtla-Järve und Pärnu. Durch Zuwanderung in der Zeit der Sowjetunion ist die Mehrheit der Gemeindemitglieder russischsprachig. Die Jüdische Gemeinde Estlands ist Mitglied im Jüdischen Weltkongress, im Europäischen Jüdischen Kongress und im Europäischen Rat der Jüdischen Gemeinden.